# USL W-League 2009
Die W-League 2009 war die 15. Saison der W-League, der zweithöchsten Spielklasse im US-amerikanischen und kanadischen Frauenfußball. Die Saison begann am 8. Mai mit der 2:1-Niederlage der Hampton Roads Piranhas gegen die Charlotte Lady Eagles. Die Saison endete am 19. Juli. Die Play-offs begannen am 22. Juli und endeten am 8. August.
Pali Blues verteidigte seinen Titel gegen die Washington Freedom Reserves und drehte das Endspiel zum 2:1.
Sechs Mannschaften änderten ihren Namen: die Carolina RailHawks Women (jetzt: Cary Lady Clarets), die Chicago Gaels (Chicago Red Eleven), Fort Collins Force (Colorado Force), Jersey Sky Blue (Hudson Valley Quickstrike Lady Blues), Rochester Rhinos Women (Rochester Ravens) und Washington Freedom (Washington Freedom Reserves). Daneben stießen zwei Mannschaften zur Liga: Buffalo Flash und Quebec City Amiral SC. Sechs Mannschaften verließen die Liga: Bradenton Athletics, Carolina Dynamo, Fredericksburg Lady Gunners, Michigan Hawks, Vermont Lady Voltage und West Virginia Illusion.

## Tabelle

### Central Conference

#### Great Lakes Division
| Pl. | Verein                | Sp. | S  | U | N  | Tore    | Diff. | Punkte |
| --- | --------------------- | --- | -- | - | -- | ------- | ----- | ------ |
| 1.  | Ottawa Fury Women     | 14  | 11 | 2 | 1  | 040:900 | +31   | 35     |
| 2.  | Buffalo Flash         | 14  | 9  | 3 | 2  | 040:100 | +30   | 30     |
| 3.  | Quebec City Amiral SC | 14  | 9  | 1 | 4  | 029:170 | +12   | 28     |
| 4.  | Toronto Lady Lynx     | 14  | 6  | 4 | 4  | 025:170 | +8    | 22     |
| 5.  | Laval Comets          | 13  | 7  | 1 | 5  | 021:140 | +7    | 22     |
| 6.  | London Gryphons       | 14  | 3  | 2 | 9  | 023:330 | −10   | 11     |
| 7.  | Hamilton Avalanche    | 14  | 3  | 2 | 9  | 014:350 | −21   | 11     |
| 8.  | Rochester Ravens      | 14  | 0  | 1 | 13 | 005:610 | −56   | 01     |

#### Midwest Division
| Pl. | Verein                         | Sp. | S  | U | N  | Tore    | Diff. | Punkte |
| --- | ------------------------------ | --- | -- | - | -- | ------- | ----- | ------ |
| 1.  | FC Indiana                     | 12  | 10 | 2 | 0  | 063:200 | +61   | 32     |
| 2.  | Chicago Red Eleven             | 12  | 10 | 1 | 1  | 037:600 | +31   | 31     |
| 3.  | Minnesota Lightning            | 12  | 7  | 2 | 3  | 037:110 | +26   | 23     |
| 4.  | Cleveland Internationals Women | 12  | 4  | 2 | 6  | 015:280 | −13   | 14     |
| 5.  | Fort Wayne Fever               | 12  | 3  | 2 | 7  | 019:400 | −21   | 11     |
| 6.  | Kalamazoo Outrage              | 12  | 2  | 2 | 8  | 011:390 | −28   | 08     |
| 7.  | West Michigan Firewomen        | 11  | 0  | 1 | 10 | 005:610 | −56   | 01     |

### Eastern Conference

#### Atlantic Division
| Pl. | Verein                      | Sp. | S  | U | N  | Tore    | Diff. | Punkte |
| --- | --------------------------- | --- | -- | - | -- | ------- | ----- | ------ |
| 1.  | Atlanta Silverbacks Women   | 12  | 10 | 1 | 1  | 024:300 | +21   | 31     |
| 2.  | Tampa Bay Hellenic          | 12  | 8  | 3 | 1  | 024:700 | +17   | 27     |
| 3.  | Charlotte Lady Eagles*      | 12  | 6  | 3 | 3  | 019:130 | +6    | 21     |
| 4.  | Hampton Roads Piranhas      | 12  | 6  | 0 | 6  | 024:180 | +6    | 18     |
| 5.  | Cary Lady Clarets           | 12  | 5  | 1 | 6  | 024:230 | +1    | 16     |
| 6.  | Northern Virginia Majestics | 12  | 1  | 1 | 10 | 003:210 | −18   | 04     |
| 7.  | Richmond Kickers Destiny    | 12  | 1  | 1 | 10 | 008:410 | −33   | 04     |

##### Northeast Division
| Pl. | Verein                               | Sp. | S  | U | N  | Tore    | Diff. | Punkte |
| --- | ------------------------------------ | --- | -- | - | -- | ------- | ----- | ------ |
| 1.  | Hudson Valley Quickstrike Lady Blues | 14  | 12 | 2 | 0  | 040:900 | +31   | 38     |
| 2.  | Washington Freedom Reserves          | 14  | 12 | 1 | 1  | 049:900 | +40   | 37     |
| 3.  | Boston Renegades*                    | 14  | 7  | 4 | 3  | 035:160 | +19   | 25     |
| 4.  | Long Island Rough Riders             | 14  | 6  | 1 | 7  | 028:260 | +2    | 19     |
| 5.  | New Jersey Wildcats                  | 14  | 6  | 1 | 7  | 017:230 | −6    | 19     |
| 6.  | Connecticut Passion                  | 14  | 4  | 2 | 8  | 020:330 | −13   | 14     |
| 7.  | New York Magic**                     | 15  | 1  | 3 | 11 | 008:450 | −37   | 06     |
| 8.  | Western Mass Lady Pioneers**         | 14  | 1  | 0 | 13 | 008:440 | −36   | 03     |

* Die Boston Renegades qualifizierten sich für die Playoffs der Eastern Conference, lehnten die Teilnahme jedoch ab, weshalb die Charlotte Lady Eagles als nächstbestes Team teilnahm.
** – Western Mass erreichte einen 1:0-Sieg über New York mit einem nicht-spielberechtigten Spieler, weshalb ihm 3 Punkte abgezogen wurden.

#### Western Conference
| Pl. | Verein                    | Sp. | S | U | N | Tore    | Diff. | Punkte |
| --- | ------------------------- | --- | - | - | - | ------- | ----- | ------ |
| 1.  | Pali Blues                | 12  | 9 | 3 | 0 | 025:900 | +16   | 30     |
| 2.  | Colorado Force            | 12  | 4 | 6 | 2 | 016:130 | +3    | 18     |
| 3.  | Real Colorado Cougars     | 12  | 4 | 3 | 5 | 016:150 | +1    | 15     |
| 4.  | Seattle Sounders Women    | 12  | 3 | 6 | 3 | 012:150 | −3    | 15     |
| 5.  | Vancouver Whitecaps Women | 12  | 3 | 5 | 4 | 015:190 | −4    | 14     |
| 6.  | Ventura County Fusion     | 12  | 2 | 5 | 5 | 013:220 | −9    | 11     |
| 7.  | Los Angeles Legends       | 12  | 2 | 3 | 7 | 015:200 | −5    | 09     |

## Playoffs

### Divisional Round
- 22. Juli 2009, 19:00 Uhr EDT
- Quebec City Amiral SC 0:5 Buffalo Flash
- Tore: María Ruiz 26.

Erika Sutton 34./60.
Lena Mosebo 44.
Jacquie Lasek 79.
Jamie Craft 81.
- Stadion: Orchard Park High School Field

New York
- Spielbericht: Report

### Conference Semifinals
- 24. Juli 2009 17:00 Uhr EDT
- Tampa Bay Hellenic 1:2 Washington Freedom Reserves
- 0:1 Brittany Tegeler 42.

1:1 Shameka Gordon 58.
1:2 Meghan Lenczyck 67.
- Stadion: RE/MAX Greater Atlanta Stadium

Atlanta
- Bericht: (Report)

- 24. Juli 2009 17:00 Uhr EDT
- Chicago Red Eleven 2:4 Ottawa Fury Women
- 1:0 Gemma Davison 11.

1:1 Michelle Evans 20.
1:2 Amber Hearn 31.
1:3 Amber Hearn 76.
1:4 Amber Hearn 82.
2:4 Fanta Cooper 90.
- Stadion: Jefferson High School

Lafayette
- 24. Juli 2009, 19:30 Uhr EDT
- Charlotte Lady Eagles 2:1 Atlanta Silverbacks Women
- 0:1 Rebecca Hall 76.

Lindsay Ozimek 85./88.
- Stadion: RE/MAX Greater Atlanta Stadium

Atlanta
- 24. Juli 2009, 19:30 Uhr EDT
- Buffalo Flash 0:3 FC Indiana
- Fatima Leyva 13./45.(Strafstoß)

Laura Del Rio 26.
- Stadion: Jefferson High School

Lafayette

### Conference-Finale
- 25. Juli 2009, 19:30 Uhr EDT
- Charlotte Lady Eagles 1:2 Washington Freedom Reserves
- 1:0 Ashley Swinehart 25.

1:1 Megan Lenczyk 76.
1:2 Megan Lenczyk 85.
- Stadion: RE/MAX Greater Atlanta Stadium

Atlanta
- 25. Juli 2009, 19:00 Uhr PDT
- Colorado Force 2:5 Pali Blues
- 0:1/2:2 Christen Press 11./75.

1:1/2:1 Nikki Marshall 60./72.
2:3 Kelley O’Hara 88.
2:4/2:5 Iris Mora 90./90.+
- Stadion: Stadium by the Sea

Los Angeles
- 26. Juli 2009, 19:30 EDT
- Ottawa Fury Women 2:1 FC Indiana
- 0:1 Nikki Lyons 11.

1:1 Coriw Moore 20., Eigentor
2:1 Jackie Thomas 76., Eigentor
- Stadion: Jefferson High School

Lafayette

### W-League Halbfinale
- 31. Juli 2009, 19:30 Uhr EDT
- Pali Blues 4:0 Hudson Valley Quickstrike Lady Blues
- 1:0 Jodie Taylor 14.

2:0 Iris Mora 45.
3:0 Kelley O’Hara 50.
4:0 Lauren Cheney 65.
- Stadion: Newburgh Free Academy Stadium

Newburgh
- 1. August 2009, 18:00 Uhr EDT
- Ottawa Fury Women 0:0 n. V., 1:3 n. E. Washington Freedom Reserves
- 1:0 Hayley Moorwood

1:1 Sandra Matute
1:1 Ria Percival
1:2 Kika Toulouse
1:2 Courtney Wetzel
1:3 Caitlin Miskel
1:3 Michelle Evans
- Stadion: Maryland SoccerPlex

Germantown

### W-League Championship
- 7. August 2009, 19:30 Uhr EDT
- Pali Blues 2:1 Washington Freedom Reserves
- 0:1 Sandra Matute 14.

1:1 Kendal Billingsley 37.
2:1 Iris Mora 86.
- Stadion: Maryland SoccerPlex

Germantown